# Sonny, a sztárjelölt
A Sonny, a sztárjelölt (Sonny With a Chance), a Disney Channel eredeti sorozata. A sorozat 2009. február 8-án debütált az Egyesült Államokban. A második évad forgatásának kezdését 2009 júniusában jelentették be. Ez a Disney Channel első eredeti sorozata, amelyet a kezdetektől fogva nagy felbontásban gyártottak és sugároztak. 2010-ben már külföldön és hazánkban is a 2. évadot vetítették. A harmadik évadot 2011-ben kezdték el, melyben Sonny (Demi Lovato) már nem szerepelt. A sorozat új címe So Random! .

## Szereplők és magyar hangok
| Szereplő               | Színész              | Magyar hang                |
| ---------------------- | -------------------- | -------------------------- |
| Allison „Sonny” Munroe | Demi Lovato          | Berkes Boglárka            |
| Tawni Hart             | Tiffany Thornton     | Dögei Éva                  |
| Chad Dylan Cooper      | Sterling Knight      | Renácz Zoltán              |
| Nico Harris            | Brandon Mychal Smith | Berkes Bence               |
| Grady Mitchell         | Doug Brochu          | Kováts Dániel              |
| Zora Lanchester        | Allisyn Ashley Arm   | Kántor Kitty               |
| Marshall Pike          | Michael Kostroff     | Kassai Károly (1. évadban) |
| Marshall Pike          | Michael Kostroff     | Forgács Gábor (2. évadban) |
| Connie Munroe          | Nancy McKeon         | Agócs Judit (1. évadban)   |
| Connie Munroe          | Nancy McKeon         | Zakariás Éva (2. évadban)  |

## Vendégszereplők
- Selena Gomez – önmaga Magyar hang: Kálmánfi Anita
- Mary Santiago – Sonny wisconsini barátnője (Jenny) Magyar hang: Molnár Ilona
- Jeff Dunham
- Kelly Blatz – James Conroy Magyar hang: Pálmai Szabolcs
- Eric Toms – Gilroy Smith

## Epizódok
| Évad | Évad | Epizódok | Eredeti sugárzás  | Eredeti sugárzás   | Magyar sugárzás      | Magyar sugárzás  |
| Évad | Évad | Epizódok | Évadpremier       | Évadfinálé         | Évadpremier          | Évadfinálé       |
| ---- | ---- | -------- | ----------------- | ------------------ | -------------------- | ---------------- |
|      | 1    | 21       | 2009. február 8.  | 2009. november 22. | 2009. december 5.    | 2010. július 31. |
|      | 2    | 26       | 2010. március 14. | 2011. január 2.    | 2010. szeptember 11. | 2011. június 26. |